# Стрілець Іван Федорович
Іван Федорович Стрілець (жовтень 1915, село Степанівка, тепер Великобагачанського району Полтавської області — 17 січня 1984, Полтавська область) — український радянський діяч, 1-й секретар Чорнухинського, Оржицького, Гребінківського, Лохвицького райкомів КПУ Полтавської області. Депутат Верховної Ради УРСР 5-го скликання.

## Біографія
Народився в бідній селянській родині. Трудову діяльність розпочав у 1937 році техніком-топографом в місті Петропавловську Північно-Казахстанської області Казахської РСР.
У 1937—1940 роках — у Червоній армії.
Член ВКП(б) з 1939 року.
З 1940 року — на відповідальній комсомольській роботі в Полтавській області: інструктор, 2-й секретар Полтавського обласного комітету ЛКСМУ.
З 1941 року — на політичній роботі у лавах Червоної (Радянської) армії, учасник німецько-радянської війни. Служив старшим інструктором із організаційно-партійної роботи політичного відділу 220-ї стрілецької дивізії 31-ї армії Західного фронту, заступником начальника із політичної частини хірургічного пересувного польового госпіталю № 481 31-ї армії 3-го Білоруського фронту.
Після демобілізації — на партійній роботі в Полтавській області. Закінчив партійну школу.
До 1948 року — 1-й секретар Чорнухинського районного комітету КП(б)У Полтавської області. З 1948 року — 1-й секретар Оржицького районного комітету КП(б)У Полтавської області. До 1958 року — 1-й секретар Гребінківського районного комітету КПУ Полтавської області.
У 1958—1962 роках — 1-й секретар Лохвицького районного комітету КПУ Полтавської області. У 1962—1965 роках — секретар партійного комітету Лохвицького виробничого колгоспно-радгоспного управління Полтавської області. У 1965—1970 роках — 1-й секретар Лохвицького районного комітету КПУ Полтавської області.
У 1970—1980 роках — голова радгоспу імені Мічуріна Лохвицького району Полтавської області.
З 1980 року — персональний пенсіонер союзного значення. Помер після тривалої хвороби.

## Звання
- капітан
- майор

## Нагороди
- орден Леніна (26.02.1958)
- орден Жовтневої Революції
- два ордени Трудового Червоного Прапора (23.01.1948,)
- орден «Знак Пошани»
- орден Вітчизняної війни ІІ ст. (11.03.1945)
- орден Червоної Зірки (18.01.1944)
- медаль «За оборону Москви» (1944)
- медаль «За перемогу над Німеччиною у Великій Вітчизняній війні 1941—1945 рр.»
- медалі
- Почесна грамота Президії Верховної Ради Української РСР (18.10.1965)